# Aviva (yacht sjösatt 2017)
M/Y Aviva är en superyacht tillverkad av Abeking & Rasmussen i Tyskland. Den levererades 2017 till sin ägare Joe Lewis, brittisk investerare och affärsman. Lewis använder den som ett flytande hem, kontor samt konstgalleri, han kan tillbringa månader på den årligen. Han gjorde detsamma på sin gamla yacht med samma namn.
Aviva designades exteriört och interiört av Reymond Langton Design. Superyachten är 98,4 meter lång och har kapacitet för 12–16 passagerare fördelat på 6–8 hytter. Den har också en besättning på 35 besättningsmän samt en fullstor padeltennisbana i innandömet.

## Bilder

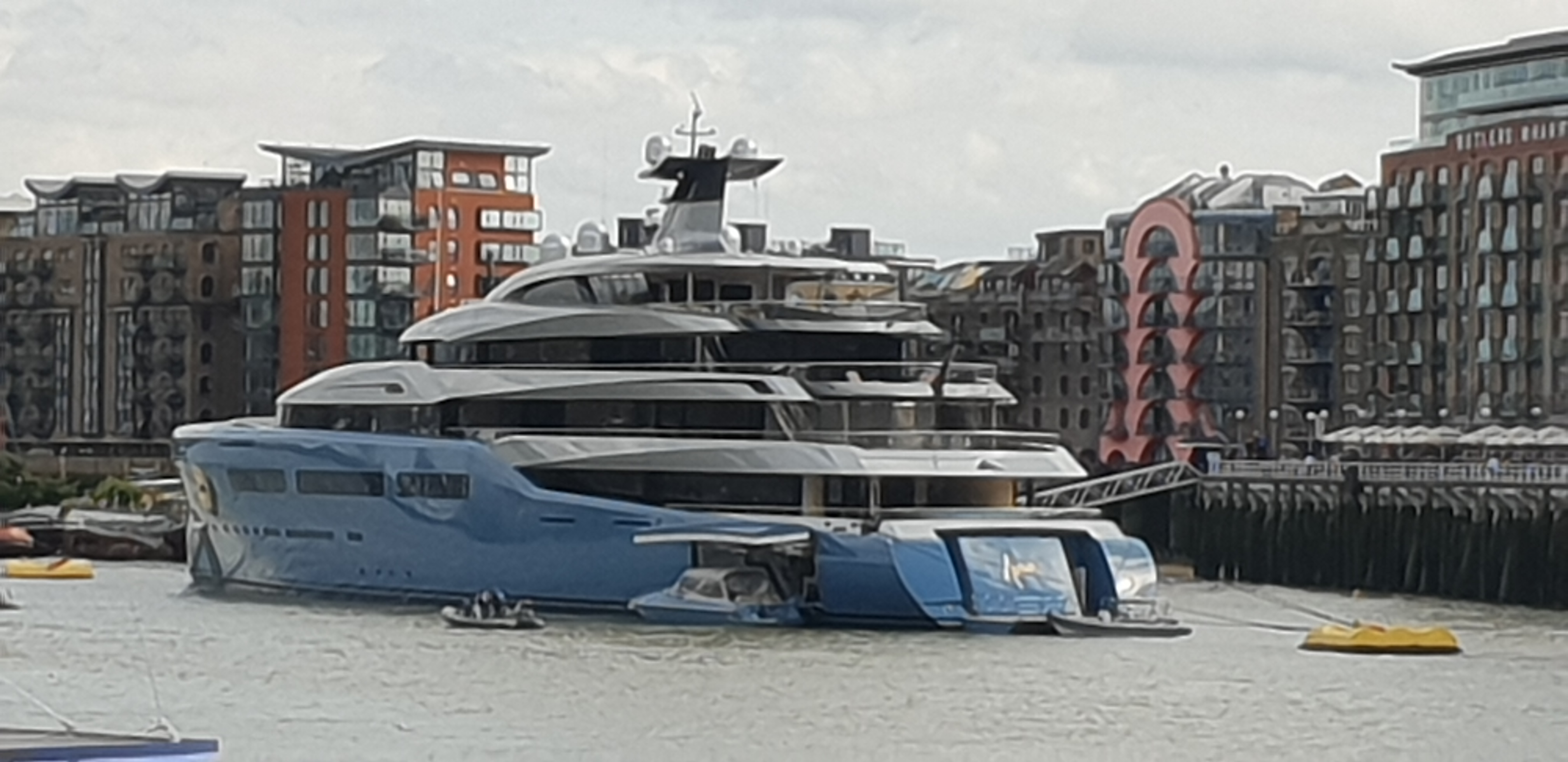
Aviva på Themsen i London i England i Storbritannien i augusti 2018.